# Sender Celerina
Der Sender Celerina (offiziell: Mehrzweckanlage Celerina) ist ein 90 Meter hoher Stahlfachwerkturm in der Nähe von Celerina/Schlarigna, welcher 1973 errichtet wurde und zur Verbreitung von UKW-Hörfunk-, Fernsehprogrammen und zur Realisierung von Richtfunkverbindungen dient.

## Frequenzen und Programme

### Analoger Hörfunk (UKW)
| Frequenz (MHz) | Programm           | RDS PS            | RDS PI                | Regionalisierung | ERP (kW) | Antennendiagramm rund (ND)/gerichtet (D) | Polarisation horizontal (H)/vertikal (V) |
| -------------- | ------------------ | ----------------- | --------------------- | ---------------- | -------- | ---------------------------------------- | ---------------------------------------- |
| 89,1           | Radio Rumantsch    | _RR-SRG_          | 43A1                  | –                | 2        | D (20°–60°, 200°–240°)                   | H                                        |
| 91,9           | Radio SRF 1        | SRF_1_GR _SRF_1__ | 4AB1 (regional), 43B1 | Graubünden       | 2        | D (20°–60°, 200°–240°)                   | H                                        |
| 97,0           | Radio Engiadina    | ENGIADIN          | 4F2A                  | –                | 0,4      | D (30°–70°, 190°–230°)                   | H                                        |
| 100,3          | Radio SRF 2 Kultur | _SRF_2__/_Kultur_ | 43B2                  | –                | 2        | D (20°–60°, 200°–240°)                   | H                                        |
| 104,3          | Rete Uno           | RETE_UNO          | 43E1                  | Graubünden       | 2        | D (20°–60°, 200°–240°)                   | H                                        |
| 106,3          | Radio SRF 3        | _SRF_3__          | 43B3                  | –                | 2        | D (20°–60°, 200°–240°)                   | H                                        |

### Digitaler Hörfunk (DAB)
DAB wird in vertikaler Polarisation und im Gleichwellenbetrieb mit anderen Sendern ausgestrahlt.
| Block                    | Programme | ERP (in kW) | Antennendiagramm rund (ND), gerichtet (D) | Gleichwellennetz (SFN) |
| ------------------------ | --- | ----------- | ----------------------------------------- | --- |
| 12D SRG SSR R01 SUI0004A | DAB-Block der SRG SSR idée suisse: - SRF 1 (Graubünden) (80 kbit/s DAB+) - SRF 2 Kultur (96 kbit/s DAB+) - SRF 3 (80 kbit/s DAB+) - SRF 4 News (72 kbit/s DAB+) - SRF Musikwelle (80 kbit/s DAB+) - SRF Virus (80 kbit/s DAB+) - Rete Uno (72 kbit/s DAB+) - Rete Due (104 kbit/s DAB+) - Rete Tre (64 kbit/s DAB+) - RTS Première (72 kbit/s DAB+) - RTS Option Musique (64 kbit/s DAB+) - Radio Rumantsch (88 kbit/s DAB+) - Swiss Pop (80 kbit/s DAB+) - Swiss Jazz (80 kbit/s DAB+) - Swiss Classic (96 kbit/s DAB+) - Radio Grischa (64 kbit/s DAB+) | 6,6         | D                                         | - Graubünden: Arosa (Hinterwald-Schafrügg), Avers (Alp Platte), Bergün (Cresta), Bivio (Motta Balotta), Brusio (Garbela), Celerina (Laret), Davos (Gotschnagrat), Davos (Ischalp), Feldis (Planign), Fideris (Horn), Hinterrhein (Halti), Klosters (Gotschnagrat), Langwies (Platz), Lavin (Crusch), Lohn GR (Plan Sura), Lumbrein (Surin-Süd), Malix (Malixer Alp), Martina (Tschlin San Niclà Mot), Medel (Alp Stgegia), Medel-Curaglia (Vergera), Mon (Scarnuz), Morissen (San Carli), Pontresina (Piz Lagalb), Poschiavo (Selva), Safien (Lüschsunnigi), Samnaun-Ravaisch (Chè d'Mot), Santa Maria im Münstertal (Crappetta), Sils im Domleschg (Crap Carschenna), Splügen (Panell), Tarasp (Sparsels), Tinizong-Rona (Ruegna), Trun (Axenstein 411), Tschierv (Ofenpass-Passhöhe), Tujetsch (Alp Tgom), Vals (Bord), Valzeina (Mittagplatte), Vaz-Obervaz Lenzerheide (Sartons), Versam (Uaul Scardanal), Vicosoprano (Sasc-Proumaveira), Zernez (Muottas) |

### Digitales Fernsehen (DVB-T)
DVB-T wurde bis zum 3. Juni 2019 im Gleichwellenbetrieb (SFN) mit anderen Senderstandorten ausgestrahlt.
| Kanal | Frequenz (in MHz) | Multiplex | Programme im Multiplex | ERP (in kW) | Antennen- diagramm rund (ND) / gerichtet (D) | Polarisation horizontal (H) / vertikal (V) |
| ----- | ----------------- | --------- | --- | ----------- | -------------------------------------------- | ------------------------------------------ |
| 49    | 698               | unbekannt | Unbekannt. Bitte eintragen! | 6           | D                                            | H                                          |
| 52    | 722               | SRG R01   | - SRF 1 - SRF zwei - SRF info - RTS Un - RSI LA 1 | 7,5         | D                                            | V                                          |
| 62    | 802               | TRAG      | - Das Erste - ZDF - ORF eins - ORF 2 - Rai 1 - Rai 2 - 3+ - arte / KiKa - Canale 5 - Eurosport - Kabel eins - ProSieben - RTL Television - RTL II - Sat.1 - SSF - Tele Züri - TSO Radio: - Bayern 2 - BBC World Service - Radio SRF Musikwelle - Klassik Radio - Hitradio Ö3 - Radio Engiadina - Radio Südostschweiz - Radio Swiss Pop - SWR4 Baden-Württemberg | 2,1         | D                                            | H                                          |

### Analoges Fernsehen (PAL)
Vor der Umstellung auf DVB-T diente der Sendestandort weiterhin für analoges Fernsehen:
| Kanal | Frequenz (MHz) | Programm       | ERP (kW) | Sendediagramm rund (ND)/ gerichtet (D) | Polarisation horizontal (H)/ vertikal (V) |
| ----- | -------------- | -------------- | -------- | -------------------------------------- | ----------------------------------------- |
| 7     | 189,25         | TSI 1          | 2,8      | D                                      | H                                         |
| 9     | 203,25         | SF 1           | 2,8      | D                                      | H                                         |
| 33    | 567,25         | TSI 2          | 4,3      | D                                      | H                                         |
| 49    | 695,25         | TSR 1          | 4,3      | D                                      | H                                         |
| 57    | 759,25         | Das Erste (BR) | 1,7      | D                                      | H                                         |
| 60    | 783,25         | ZDF            | 1,6      | D                                      | H                                         |
| 62    | 799,25         | ORF 1          | 1,7      | D                                      | H                                         |
| 65    | 823,25         | SF zwei        | 4,3      | D                                      | H                                         |
| 68    | 847,25         | Rai Uno        | 2,1      | D                                      | H                                         |